# Dispersão de Møller
Dispersão de Møller é o nome dado para a dispersão de elétron-elétron  na Teoria do Campo Quântico, em homenagem ao físico dinamarquês Christian Møller. A interação de elétron que é idealizada na dispersão de Møller constitui a base teórica de muitos fenômenos familiares, tais como a repulsão dos elétrons no átomo de hélio. Enquanto antigamente muitos aceleradores de partículas foram concebidos especificamente para colisões de elétron-elétron , mais recentemente aceleradores de elétron-positrão têm se tornado mais comuns. No entanto, a dispersão de Møller continua a ser um processo paradigmático dentro da teoria das interações entre partículas.
Podemos expressar este processo na notação usual, freqüentemente usado na física de partículas:
{\displaystyle e^{-}e^{-}\longrightarrow e^{-}e^{-}},

Em eletrodinâmica quântica, há dois diagramas de Feynman de  árvore de nível, descrevendo o processo: um diagrama t-canal  em que os elétrons trocam um fóton e um semelhante diagrama u-canal. Cruzamento de simetria, um dos truques usados frequentemente para avaliar os diagramas de Feynman, neste caso, implica que a dispersão de Møller deve ter a mesma seção transversal, conforme a dispersão de Bhabha (elétron-positrão dispersão).
Na teoria de força eletrofraca o processo em vez disso, é descrito por quatro diagramas árvores de nível: os dois da QED e um par idêntico em que um bóson Z é trocado em vez de um fóton. A força fraca é puramente canhota, mas as forças fraca e eletromagnética forçam a mistura  das partículas que observamos. O foton é simétrico, por construção, mas o bóson Z preferepartículas canhotas ao invés das partículas da mão direita. Assim, as seções transversais para os elétrons canhotos e elétrons com a mão direita diferenciam. A diferença foi observado pela primeira vez pelo físico russo Yakov Zel'dovich em 1959, mas na época, ele acreditava que a paridade violando a assimetria (algumas centenas de partes por bilhão) era muito pequena para serem observadas. Esta paridade violando a assimetria pode ser medida pelo disparo polarizado de feixes de elétrons através de um elétron-alvo não polarizado (hidrogênio líquido, por exemplo), como foi feito por uma experiência no Centro de Aceleração Linear de Stanford, SLAC-E158. A assimetria na  dispersão de Møller é
{\displaystyle A_{\rm {PV}}=-m_{e}E{\frac {G_{\rm {F}}}{{\sqrt {2}}\pi \alpha }}{\frac {16\sin ^{2}\Theta _{\text{cm}}}{\left(3+\cos ^{2}\Theta _{\text{cm}}\right)^{2}}}\left({\frac {1}{4}}-\sin ^{2}\theta _{\rm {W}}\right)},
onde me é a massa de elétrons, E a energia do elétron de entrada (no referencial do outro elétron), {\displaystyle G_{\rm {F}}}é a constante de Fermi, {\displaystyle \alpha } é a  constante de estrutura fina, {\displaystyle \Theta _{\text{cm}}} é o ângulo de dispersão no centro do quadro de massa e {\displaystyle \theta _{\rm {W}}} é o ângulo de mistura fraco, também conhecido como o ângulo de Weinberg.

## References
1. ↑  «Precision Measurement of the Weak Mixing Angle in Møller Scattering». Phys. Rev. Lett. 95. Bibcode:2005PhRvL..95h1601A. PMID 16196849. arXiv:hep-ex/0504049. doi:10.1103/PhysRevLett.95.081601